# 张秉军
张秉军（1963年8月—），汉族，中国山西省人，西安电子科技大学电子对抗专业毕业，现任天津经济技术开发区管委会党组成员，天津泰达投资控股有限公司党委书记、董事长。

## 简历
张秉军于1991年5月加入中国共产党，1984年7月参加工作，曾任天津光电通信公司副经理、总工程师；天津光电集团有限公司党委副书记、董事长、总经理；天津中环电子信息集团有限公司副总经理；天津光电集团有限公司董事长、总经理。现任天津经济技术开发区管委会党组成员，天津泰达投资控股有限公司党委书记、董事长。因对集团旗下子公司天津泰达足球俱乐部管理不善，球队成绩不佳，而被天津球迷对其领导俱乐部能力，乃至领导泰达集团的能力颇为质疑，受到天津球迷强烈批评。